# 20069 Monyer
20069 Monyer è un asteroide della fascia principale esterna. Scoperto nel 1993, presenta un'orbita caratterizzata da un semiasse maggiore pari a 3,188819 UA e da un'eccentricità di 0,024324, inclinata di 8,304927° rispetto all'eclittica. Ha un diametro di 7,569 km e un'albedo di 0,123.
Hannah Monyer è una neurobiologa tedesca di origine rumena che studia le funzioni cerebrali, concentrandosi sui meccanismi responsabili della memoria e delle funzioni cognitive. Il suo obiettivo è comprendere meglio il declino delle capacità cognitive. Dal 1999 è Direttrice di Neurobiologia Clinica presso l'Ospedale Universitario di Heidelberg.